# Undulaters färggenetik

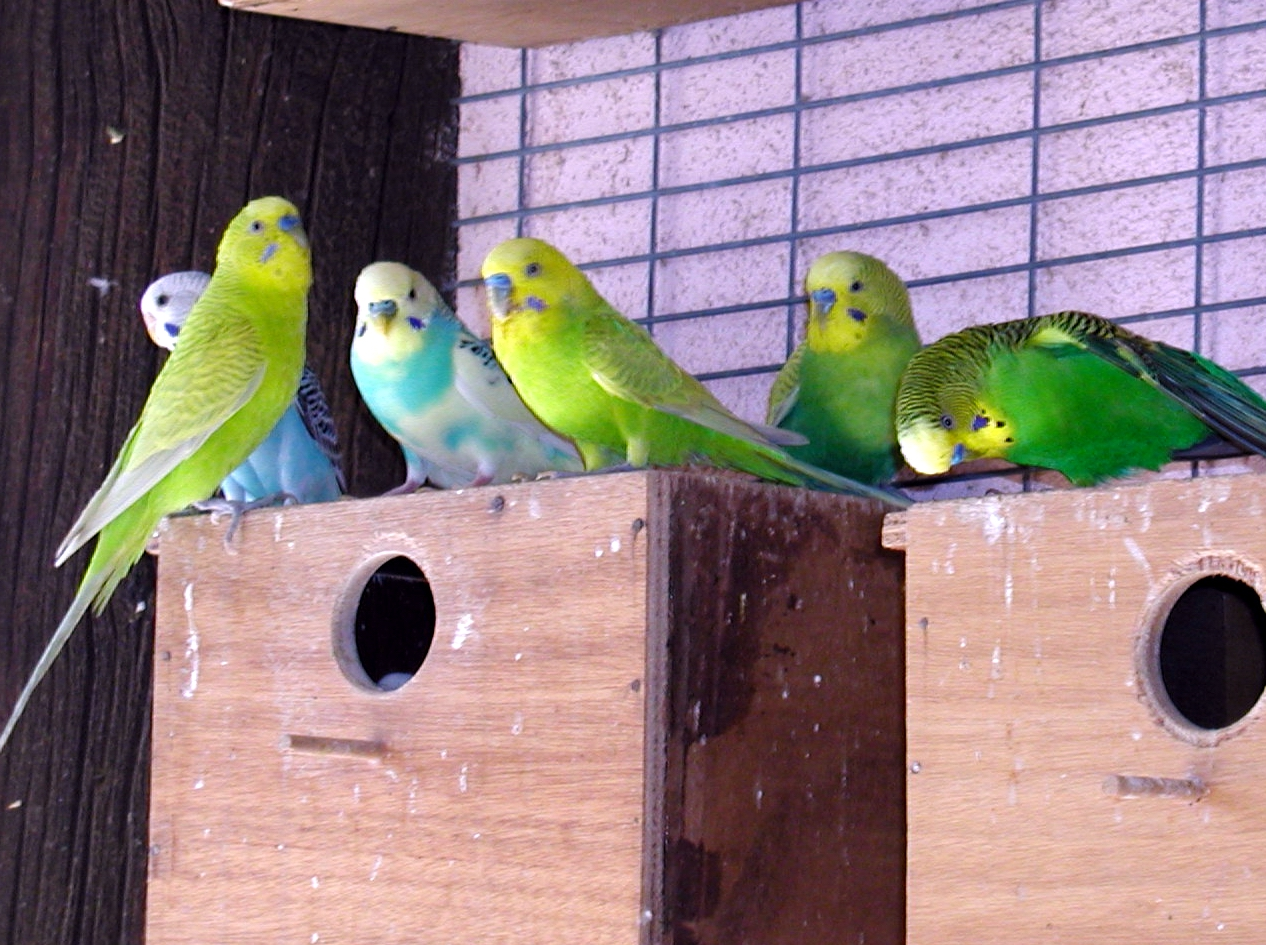
Melopsittacus undulatus i Chai-Negev, Revivim, Israel.

 Vetenskapen om undulaters färggenetik behandlar ärftligheten hos färgförändrande mutationer i fjädrarna hos arten undulat.
Den vilda undulaten är färgad ljusgrön. Fjädrarna hos de flesta papegojarter, inklusive undulater, innehåller både en svart typ av melaniner, kallad eumelanin, tillsammans med ett gult pigment kallat psittacofulvin. Ett antal andra papegojarter producerar ett tredje pigment som gör att färgerna och nyanserna kan variera från orange, persikofärgad, rosa till röd. När fjädrarna utsätts för exempelvis solljus eller andra vita, ljusa strålar, reflekteras enbart den blå delen av spektrumet av eumelaninet. Det reflekterade blåa ljuset passerar det gula pigmentlagret, vilket ger den gröna färg som kallas ljusgrön.
De många olika färgvariationerna hos undulater, såsom albino, blå, grå, grågrön, mörk, olivgrön, violett, är resultatet av olika mutationer som har inträffat i vissa specifika gener. Det finns för närvarande åtminstone trettiotvå kända primära mutationer bland undulater, vilka kan bilda hundratals sekundära mutationer och färgförändringar. Som hos alla andra djurarter förekommer färgmutationer såväl i fångenskap som i det vilda, vilket har visats när burfödda undulater har utvecklat mutationer som tidigare bara påträffats bland vilda populationer.

## Klassificering

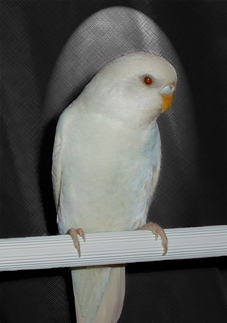
På grund av albinism har den här undulaten inga eumelaniner. Det tillsammans med den blåa mutationer, som tar bort det gula pigmentet, bildar en nästan helt vit färg tillsammans med orange näbb, rosa fötter och skinn, vita tånaglar och röda ögon.

### Grundläggande grupper
Var och en av de trettiotvå primära mutationerna hör till en av de fyra grundläggande grupperna som har klassificerats bland papegojor.
- Albinism: Total avsaknad av eumelanin.
- Dilution: Eumelaninerna är delvis reducerade, enbart i fjäderdräkten.
- Leucism: Eumelaninerna är helt reducerade från hela, eller delar av, fjäderdräkten.
- Melanism: Eumelaninerna har ökat i fjäderdräkten.

### Dominanta anlag
De här mutationerna fås genom en av de följande dominanta anlagen.
- autosomal-Co-Dominant (A-Co-D),
- autosomal-Complete-Dominant (A-C-D),
- autosomal-Incomplete-Dominant (A-I-D),
- autosomal-recessive (A-R),
- autosomal-Poly-Genic (A-P-G)
- Sex-Linked-recessive (S-L-R)

### Tabell över primära mutationer
| Mutation                            | Sorter                                                                           | Typ                     | locus              | Allel           | Dominant anlag                                                                       |
| Mörk                                | Mörkgrön och kobolt (enkel faktor D), olivgrön och malvafärgad (dubbel faktor D) | Strukturell             | D+                 | D               | A-I-D                                                                                |
| Blå                                 | Blå-serien                                                                       | Färg                    | b+                 | b1              | A-Co-D med andra b-locus alleler, annars A-R                                         |
| Blå 2                               | Blå-serien                                                                       | Färg                    | b+                 | b2              | A-Co-D med andra b-locus alleler, annars A-R                                         |
| Blå och Blå 2                       | Gult ansikte                                                                     | Färg                    | b+                 | b1 / b2         | Olika alleliska mutationer skapade av korsade blå 1- och blå 2-sorter.(              |
| Gult ansikte                        | Gult ansikte                                                                     | Färg                    | b+                 | byf             | A-Co-D med andra b-locusalleler, annars A-R                                          |
| Guldigt ansikte                     | Guldigt ansikte                                                                  | Färg                    | b+                 | bgf             | A-Co-D med andra b-locusalleler, annars A-R                                          |
| Tofsfärgad (C-F)                    | Cirkulärt toppad, semicirkulärt toppad och tuvad                                 | Strukturell             | Cr-Locus           |                 | A-P-G                                                                                |
| Grå                                 | Australisk grå och grågrön                                                       | Strukturell             | G+                 | G               | A-C-D                                                                                |
| Engelsk grå                         | Engelsk grå och grågrön                                                          | Strukturell             | g+                 | g               | A-I-D (sällsynt eller utdöd)                                                         |
| Grå-faktor                          | Australisk recessiv grågrön och grå                                              | Strukturell             | ag-Locus           |                 | A-R (extremt sällsynt eller utdöd)                                                   |
| Skiffer                             | Skiffer                                                                          | Strukturell             | sl+                | sl              | S-L-R                                                                                |
| Violett                             | Synlig violett (SF Violet Cobalt, DF Violet Cobalt eller DF Violet Skyblue)      | Strukturell             | V+                 | V               | A-I-D                                                                                |
| Uppblandad                          | Ljus, mörk, olivgrön och fylld gul, vit och fylld vit                            | Uppblandad              | dil+'              | dild            | A-R                                                                                  |
| Ljus vinge (CW)                     | Grön och blå ljus vinge)                                                         | Uppblandad              | dil+               | dilcw           | A-Co-D med dilgw allel, A-D över dild allel, annars A-R                              |
| Grå vinge (GW)                      | Grå vinge                                                                        | Uppblandad              | dil+'              | dilgw           | A-Co-D med dilcw allel, A-D över dild allel, annars A-R                              |
| Ljusgrå vinge                       | Helkroppslig grå vinge                                                           | Uppblandad              | dil+               | dilcw / dilgw   | Olika alleliska mutationer producerade av korsade clearwing och greywing-sorter.     |
| Könsdimorfism (ADM) Skäck (ADMpied) | Recessiv skäckning                                                               | Lokal leucism           | s-Locus            |                 | A-R                                                                                  |
| Skäck                               |                                                                                  | Lokal leucism           | Pb-Locus           |                 | A-C-D                                                                                |
| Piednape                            |                                                                                  | Lokal leucism           | Pi-Locus           | Pi*Pi och Pi*cf | A-C-D                                                                                |
| Klarskäckig (DEC eller CP)          | DEC-grön & DEC-blå                                                               | Total leucism           | s-Locus / Pi-Locus |                 | A-Co-D (instabil klar morf producerad av kombinationer av skäck och piednape.        |
| Paljettfaktor (Sp)                  | SF-paljetterad och DF-paljetterad (klar vit och/eller klar gul morf)             | Total leucism           | Sp-Locus           |                 | A-I-D                                                                                |
| NSLino                              | Non-Sex-Linked Ino, så kallad reccesiv ino                                       | NSL-komplett albinism   | a-Locus            | a*a             | A-R (extremt sällsynt eller utdöd)                                                   |
| Bronsfärgad                         | Tysk gulbrun                                                                     | NSL-inkomplett albinism | fg+                | fg              | A-R                                                                                  |
| Brun och/eller sepia                | Brunvingad                                                                       | NSL-inkomplett albinism | b-Locus            |                 | Antagligen A-Co-D med bara a-Locusalleler, annars A-R (extremt sällsynt eller utdöd) |
| Urblekt                             |                                                                                  | NSL-inkomplett albinism | fd-Locus           |                 | A-R (extremt sällsynt)                                                               |
| Beigebrun, blekgulbrun och blekbrun | Australiensisk gulbrun                                                           | NSL-inkomplett albinism | pf-Locus           |                 | A-R                                                                                  |
| Engelsk gulbrun                     | Engelsk gulbrun                                                                  | NSL-inkomplett albinism | fe+                | fe              | A-R                                                                                  |
| Skotsk gulbrun                      | Skotsk gulbrun                                                                   | NSL-inkomplett albinism | fs+                | fs              | A-R                                                                                  |
| Kanel                               | Kanel                                                                            | SL-inkomplett albinism  | cin+               | cin             | S-L-R                                                                                |
| Ino                                 | Albino, Lutino                                                                   | SL-komplett albinism    | ino+               | ino             | S-L-R                                                                                |
| Kanel och ino                       |                                                                                  | SL-inkomplett albinism  | cin+ & ino+        | cin ino         | S-L-R, tillfällig (4%) korsning mellan kanel och ino                                 |
| Sexlänkad ljus kropp                | Texas ljus kropp                                                                 | Delvis albinistisk      | ino                | inocl           | SL-Co-D med andra inolocusalleler, annars S-L-R                                      |
| Svart ansikte                       |                                                                                  | Melanism                | bf-Locus           |                 | A-R                                                                                  |
| Mörkvingad (DW)                     |                                                                                  | Modifierare             | dw-Locus           |                 | A-Co-D                                                                               |
| Dominant ljus kropp                 | Easley ljus kropp                                                                | Pigmentomfördelning     | Cl+                | Cl              | A-C-D                                                                                |
| Färgskimrande                       | Färgskimrande                                                                    | Pigmentomfördelning     | op+                | op              | S-L-R                                                                                |
| Sadelformad (SB)                    |                                                                                  | Lokal leucism           | sb-Locus           |                 | A-R (extremt ovanlig eller utdöd)                                                    |

## Historia
Under 1900-talets första årtionden, speciellt mellan första och andra världskriget blev uppfödning och innehavande av undulater väldigt vanligt runt hela världen. Följaktligen förekom olika mutationer som snart etablerades.

### Tidslinje

#### 1870-75
- De allra första registrerade färgmutationerna påträffades, alla i voljärer i Storbritannien eller Europa. En av tre påträffade mutationer överlevde, de andra dog. De senare återproducerades lätt i stort antal och är idag väl etablerade. Den första lutinomutationen försvann snabbt men återetablerades i Europa någonstans mellan 1931 och 1933.

#### 1878-85
- Den ljusblåa mutationen förekom plötsligt i kontinentala Europa, mest troligt i Uccle, Belgien. Överraskande importerades inte sorten till England förrän 1910.

#### 1915
- Mörkgröna invivider förekom i Frankrike, där de kallades 'Laurel', det franska ordet för lagerblad.

#### 1916
- Olivgröna individer i Frankrike.

#### 1918-28
- Både gröna och blåa gråvingade fåglar förekom i England och kontinentala Europa.

#### 1920
- Tofsade fåglar i Australien.
- Uppblandade vita i Frankrike och Storbritannien.
- Koboltfärgade i Frankrike.

#### 1921
- Malvafärgade i Frankrike.

#### 1930
- Violettfärgade i Australien, fast de kallades först 'Satin Green'
- Den första gulvingade påträffades, utvecklad av H. Pier i Sydney.

#### 1931
- Kanelfärgade i England, Australien och Tyskland.
- En okänd sort av gulbrun förekom i Kalifornien, vilken snart försvann.
- Den tyska gulbruna sorten påträffades i Tyskland.
- En runt ögonen mörklilafärgad mutation påträffas i England. Den försvann eller blev åtminstone väldigt ovanlig. Mutationen var troligen en brunvinge, en av de ovanligaste färgmutationerna.
- De första albino individerna utvecklades i England och kontinentala Europa.

#### 1932
- Tre gulbruna mutationer påträffades i England, vilka senare blev kända som engelskt gulbruna. I Australien har de genetiskt klassificerats och identifierats som Australisk gulbrun. Den beigegulbruna klassificerades i Sydafrika, även om inga källor tycks finnas tillgängliga på den här speciella mutationen.
- Den recessiva könsdimorferande skäcken påträffas i Danmark.
- Den australiska skäcken påträffas i Australien.

#### 1933
- Ljusgrönvingade och dominanta gråfärgade påträffas i Australien.
- Både NSL- och SLlutinogener påträffades i England och kontinentala Europa.
- Tre färgskimrande mutationer påträffades. En färgskimrande grön höna tillfångatogs i det vilda och såldes till S. Terril i Adelaide. Den reproducerades senare och är förmodligen förfadern till alla färgskimrande exemplar i Australien. Två fångenskapslevande färgskimrande mutationer påträffades i England och Holland.

#### 1934
- Recessiv gråfärgad individ i England.

#### 1935
- Gul- och guldansiktade individer påträffades på flera olika ställen.The various Yellowfaced_Blue and Goldenfaced_Blue occurred in several locations.

#### 1948
- Individer med ljusare kroppar påträffas i USA.
- Individer med dominanta ljusa kroppar påträffas i USA.
- Den första kanel-ino-korsade mutationen producerades i Australien.
- De första DEC-individerna produceras i Belgien genom att kombinera ADM Pied med en annan kontinental sort.

#### 1970-74
- Paljetterade exemplar produceras i Australien.

#### 1975
- Sadelformade exemplar produceras i Australien.

### Webbkällor
Den här artikeln är helt eller delvis baserad på material från engelskspråkiga Wikipedia, 7 oktober 2009.